# ببتيد YY

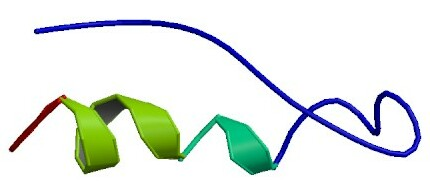

الببتيد (YY) والمعروف أيضاً باسم التيروزين الببتيد التيروزين هو الببتيد الذي يتم ترميزه في البشر بواسطة جين PYY. الببتيد YY هو ببتيد قصير (36 حمض أميني) يُصدر من الخلايا في اللفائفي(الجزء الثالث والسفلي من الأمعاء الدقيقة) والقولون نتيجة للتغذية. يعمل PYY على تقليل الشهية في الدم والأمعاء وعناصر أخرى. وعندما يتم حقنه مباشرة في الجهاز العصبي المركزي فإن PYY أيضاً يكون مُفقِد للشهية أيضاً (أي إنه يقلل من الشهية).
تُزيد الألياف الغذائية من الفاكهة والخضراوات والحبوب الكاملة المُستهلكة من سرعة انتقال الكيموس (الطعام المهضوم) المعوي إلى اللفائفي لرفع PYY 3-36 والحث على الشبع.
يمكن إنتاج الببتيد YY كنتيجة للتكسير الإنزيمي للبروتينات السمكية والتهامه كمنتج غذائي.